# Кохінхіна

Блакитним кольором зафарбована найпівденніша частина В'єтнаму — Кохінхіна

Кошіншіна, кочін-чіна (фр. Cochinchine, в'єт. Nam Kỳ, англ. Cochin-china) — прийнята в історичній географії назва південно-східної частини півострова Індокитай. Значення терміна з часом змінювалося. Слово запозичено в китайців зі звукозміною. Початковий термін «Кучи» ввели у вживання малайські моряки для позначення всього В'єтнаму. У XVII—XVIII століттях європейські дослідники (голландці та французи) стали іменувати всю південну половину пізньосередньовічного В'єтнаму Кочин на противагу північному — Тонкіну. Тому в європейській літературі тієї епохи назва Кочин (Кучи) закріпилося за південною частиною середньовічної в'єтнамської держави Дайв'єт, яка існувала у XVI столітті під владою князів роду Нгуєнів і регіонів колишнього Дайв'єта у XVII—XVIII століттях.

## Європейська колонізація
Після початку французького вторгнення у В'єтнам у 1-й половині XIX століття назва Кохін (Кочин) поширилося у європейській літературі на всю сучасну територію. Проте, щоб уникнути плутанини з містом Кочин у Індії, а також у ході безпосередньо французької колонізації континентальних районів Індокитаю у XIX столітті з'явилося ускладнена назва Кохінхіна (букв. «китайський Кочин», французькою звучить як Кочин-чин). У другій половині XIX століття французька адміністрація ще більше звузила сферу вживання назви, фактично обмеживши цим поняттям дельту Меконга після захоплення цієї області в 1862—1867 роках Францією і перетворення у французьку колонію. Тонкін та Аннам при цьому вважалися протекторатами.
У в'єтнамській мові і в'єтнамській літературі назва Кочин ніколи не вживалася. За конституцією країни, територія Кохінхіни іменується Намбо.

## Додатково
- Республіка Південний В'єтнам у ХХ столітті включала територію Кохінхіни, а також південну третину Аннама.
- У Кохінхіні з'явилася велика м'ясна порода курей — кохінхіни.
- Кохінхіна — батьківщина мандарину.